# Balkhab (huyện)
Balkhab là một huyện thuộc tỉnh Sar-e Pol, Afghanistan. Dân số thời điểm năm 1999 là 40,14 người.